# Héctor Faubel

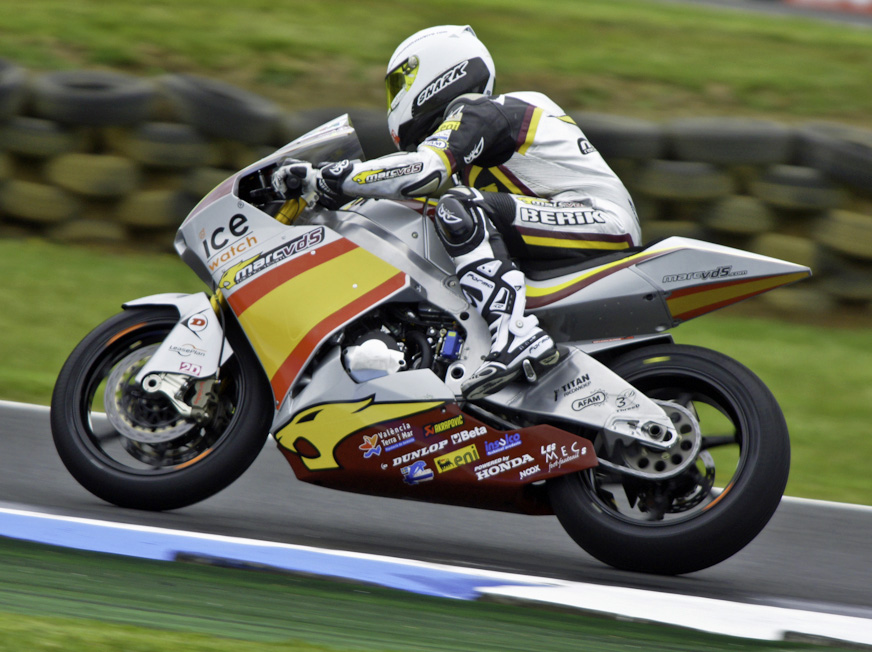
Héctor Faubel op het Phillip Island Grand Prix Circuit in 2010.

Héctor Faubel Rojí (Llíria, 10 augustus 1983) is een Spaans motorcoureur.
Faubel maakte in 2000 zijn debuut in de 125cc-klasse van het wereldkampioenschap wegrace met een wildcard in de Grands Prix van Spanje en Valencia op een Aprilia. Na nog twee wildcardoptredens in deze races in 2001, maakte hij in 2002 zijn fulltime debuut in de 250cc-klasse op een Aprilia. Na drie seizoenen in het middenveld te hebben gereden, keerde hij in 2005 terug naar de 125cc. Tijdens de tweede Grand Prix in Portugal behaalde hij zijn eerste podiumplaats en hij stond ook op het podium tijdens de TT van Assen en de Grand Prix van Japan. In 2006 behaalde hij zijn eerste overwinning in Turkije en won ook de race in Valencia, waarmee hij achter Álvaro Bautista en Mika Kallio als derde eindigde. In 2007 won hij de Grands Prix van Qatar, Italië, Tsjechië, Portugal en Valencia en eindigde met vijf punten achterstand op Gábor Talmácsi als tweede. Hierop keerde hij in 2008 terug in de 250cc, waarin hij tijdens de Grand Prix van Frankrijk in 2009 zijn eerste podiumplaats behaalde tijdens de Grand Prix van Frankrijk op een Honda. In 2010 wordt de 250cc vervangen door de Moto2, waarin Faubel uitkomt op een Suter. Hij scoorde in slechts vier races punten, waarop hij in 2011 terugkeerde naar de 125cc-klasse op een Aprilia. Hier won hij tijdens de Grand Prix van Duitsland zijn laatste Grand Prix. In 2012 werd de 125cc vervangen door de Moto3, waarin Faubel uitkomt op een Kalex KTM. Na de Grand Prix van San Marino werd hij vervangen door Luca Amato. Tijdens de laatste Grand Prix in Valencia keerde hij eenmalig terug als vervanger van Alberto Moncayo op een FTR Honda.